# Igreja Metodista do Brasil
A Igreja Metodista no Brasil é uma denominação protestante metodista, sendo de orientação metodista e protestante clássica ou tradicional, fundada por missionários americanos em 1867, após uma fundação mal sucedida inicial em 1835. Ela cresceu firmemente desde então, tornando-se autônoma em 1930. É a maior denominação metodista do Brasil, com 262.449 membros em 2022, sendo ainda a décima quinta maior denominação protestante no país.

## História da Igreja Metodista do Brasil

### Primeira missão metodista
Em 1835, o reverendo Foutain Elliot Pitts foi enviado pela Igreja Metodista Episcopal, dos Estados Unidos, com a missão de avaliar as possibilidades do estabelecimento de uma missão metodista nas terras brasileiras. Chegando ao país com uma carta de recomendação do então presidente americano Andrew Jackson, o reverendo Pitts desembarcou no Rio de Janeiro. Mais tarde, em 1836 e 1837, foram enviados o reverendo Justin Spaulding e reverendo Daniel Parish Kidder, com suas respectivas famílias, para comporem a missão. Porém, essa missão foi encerrada em 1841 por falta de recursos.

### Missão da Igreja Metodista Episcopal do Sul
Com a divisão causada nos Estados Unidos durante a Guerra Civil, a Igreja Metodista Episcopal também se dividiu: no sul, foi criada a a Igreja Metodista Episcopal do Sul e no Norte, os metodistas continuaram com o mesmo nome de antes da guerra.
Junius Estaham Newman foi o primeiro pastor a fixar-se permanentemente no Brasil. "J. E. Newman, recomendado para a Junta de Missões para trabalhar na América Central ou Brasil": essa foi a nomeação que ele recebeu em 1866, na Conferência Anual. Após ter servido durante a Guerra Civil Americana, como capelão às tropas do Sul, observou que muitos metodistas do Sul emigraram para as Américas do Sul e Central e acompanhou-os.
A Guerra deixou endividada a Junta, sem possibilidade de enviar obreiros para qualquer local. Newman financiou sua própria vinda ao Brasil, com suas modestas economias. Chegou ao Rio de Janeiro, Niterói, em agosto de 1867, mas fixou residência em Saltinho, cidade próxima a Santa Bárbara d'Oeste, província de São Paulo. Desde 1869, pregou aos colonos mas, dois anos mais tarde, no terceiro domingo de Agosto, organizou o "Circuito de Santa Bárbara".
O primeiro salão de culto – antes era uma venda – foi uma pequena casa, coberta de sapé e de chão batido. Newman trabalhava com os colonos norte-americanos e pregava em inglês. Um dos motivos da demora de Newman em organizar uma paróquia metodista é que ele pregava principalmente para metodistas, batistas, presbiterianos e a todos que desejassem ouvir sua mensagem, pensando ser mais sábio unir os "ouvintes" em uma única igreja, sem placa denominacional. Mas, depois, todas as denominações organizaram-se em igrejas, de acordo com sua origem eclesiástica nos eua. Newman insistiu, através de suas cartas, para que os metodistas norte-americanos abrissem uma missão em nosso país.
Em 1876, a Junta de Missões da Igreja Metodista Episcopal Sul, despertada através da publicação das cartas nos jornais metodistas nos EUA, enviou seu primeiro obreiro oficial: reverendo John James Ranson. Dedicou-se ao aprendizado do português para proclamar as boas novas aos brasileiros, sendo o responsável pela criação da primeira publicação metodista no Brasil, o Methodista Catholico.
J. E. Newman e sua família mudaram-se para Piracicaba, SP, onde permaneceram entre 1879 e 1880, quando as filhas de Newman, Annie e Mary, organizaram um internato e externato. O "Colégio Newman" é considerado precursor do Colégio Piracicabano, hoje Unimep (Universidade Metodista de Piracicaba).
Em 27 de setembro de 1885 foi fundada a Congregação Metodista do Rio Grande do Sul pelo missionário João da Costa Correa, erguendo uma capela (hoje a Catedral Metodista de Porto Alegre) e uma escola que seriam a origem de uma série de iniciativas missionárias e educativas no estado.

### A autonomia da Igreja Metodista do Brasil
| Ano  | Igreja | Membros |
| ---- | ------ | ------- |
| 1900 | -      | 2.779   |
| 1910 | -      | 6.190   |
| 1920 | -      | 9.982   |
| 1930 | -      | 15.560  |
| 1990 | -      | 80.061  |
| 2006 | -      | 162.000 |
| 2010 | 1.038  | 214.715 |
| 2015 | -      | 259.729 |
| 2022 | 1.015  | 262.449 |

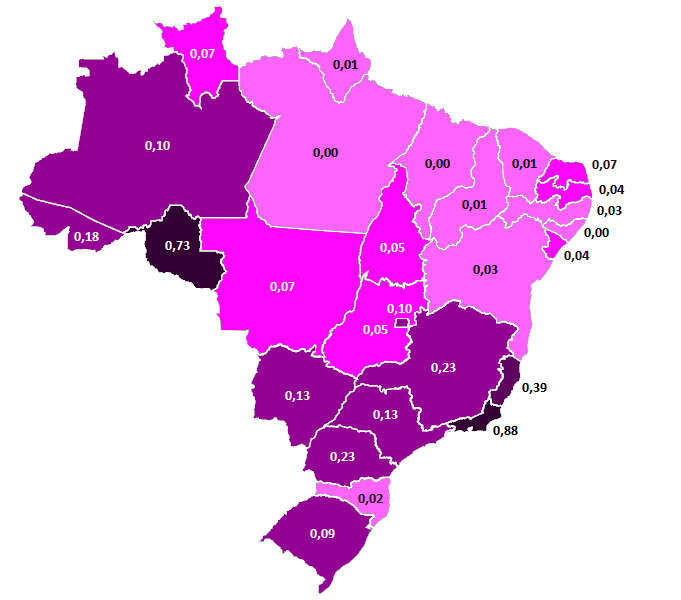
Percentual de metodistas por Estado no Brasil (2010)

O movimento pela autonomia começou por volta de 1910. Diversas manifestações surgiram entre a liderança clerical e leiga, que buscavam um episcopado mais próximo do país; anteriormente, os Bispos eram americanos e residiam fora do Brasil, uma constituição própria, regularização dos salários, anteriormente em dólares, e uma igreja mais nacional.
A Igreja Metodista tornou-se independente da Igreja Americana em 2 de Setembro de 1930, em São Paulo, na Igreja Metodista Central de São Paulo (atualmente Catedral Metodista de São Paulo), onde a Comissão Constituinte se encontrou em nove sessões e onde a Constituição promulgada foi entregue às mãos de Guaracy Silveira. Elegeu-se o primeiro bispo da Igreja, chamado Willian Tarboux, que era americano. O primeiro bispo brasileiro metodista foi César Dacorso Filho, eleito em 1934.
Na década de 1970, foi ordenada sua primeira ministra. Em 2006, tinha 162.000 membros e 1266 pastores em 2006. Também naquele ano, decidiu retirar-se do Conselho Nacional de Igrejas (CONIC). Em 2010 era formada por 1411 igrejas e congregações, e 214.715 membros. A partir de 2015 a igreja declarou ter 259.729 membros. Logo, a  igreja cresceu 20,96% em 5 anos. No mesmo período, a população brasileira cresceu apenas 4,67%, o que mostra o rápido crescimento da denominação.
Em 2020, divulgou estatística, na qual informou ter 260.833 membros leigos, 1.616 presbíteros(as) e pastores(as) (totalizando 262.449 membros) e 1.015 igrejas.

## As regiões eclesiásticas no Brasil
No Brasil, as Igrejas Metodistas estão organizadas em Regiões Eclesiásticas:
- 1ª Região: Rio de Janeiro[e] e Paraíba.[19]
- 2ª Região: Rio Grande do Sul e Amapá.[19]
- 3ª Região: São Paulo[f] e Piauí.[19]
- 4ª Região: Minas Gerais, Espírito Santo e Ceará.[19]
- 5ª Região: Mato Grosso do Sul, Minas Gerais [g], São Paulo [h] e Roraima.[19]
- 6ª Região: Paraná, Santa Catarina e Acre.[19]
- 7ª Região: Rio de Janeiro [i] e Maranhão.[19]
- 8ª Região: Distrito Federal, Goiás, Mato Grosso, Tocantins e Rio Grande do Norte.[19]
- 9ª Região: Amazonas, Pará e Rondônia.[19]
- REMNE (Região Missionária do Nordeste): Alagoas, Bahia, Pernambuco e Sergipe.[19]